# 財津和夫の曲たちI 〜究極!財津和夫の名曲ここに集結!!ソロベスト〜
『財津和夫の曲たちI 〜究極!財津和夫の名曲ここに集結!!ソロベスト〜』（ざいつかずおのきよくたち1きゅうきょくざいつかずおのめいきょくここにしゅうけつそろべすと）は、財津和夫通算7枚目のベスト・アルバム。2009年12月16日にビクターエンタテインメントから発売された。

## 解説
1978年のソロ・デビュー後、所属した4社のレーベルでの楽曲を網羅したオールタイム・ベスト・アルバム。
ミニ・ベストや盤権を利用した非公式ベスト・アルバムは、これまでにも発売されていたが、財津の公式なベスト・アルバムは本作品が初である。
財津が楽曲提供した曲をまとめた、コンピレーション・アルバム『財津和夫の曲たちII 〜たくさんのアーティストへの提供曲集〜』が同時発売。

## 収録曲
1. WAKE UP
  - 作詞・作曲・編曲：財津和夫
2. 一枚の絵
  - 作詞・作曲・編曲：財津和夫
3. 太陽のゴール
  - 作詞・作曲：財津和夫　編曲：京田誠一
4. ONE AND ONLY
  - 作詞・作曲・編曲：財津和夫
5. 冬のメイン・ストリート
  - 作詞・作曲：財津和夫　編曲：京田誠一
6. 子供たちのためのクリスマス
  - 作詞・作曲：財津和夫　編曲：京田誠一
7. Dream With You
  - 作詞：松本隆　作曲：財津和夫　編曲：椎名和夫
8. サイド・シート
  - 作詞・作曲・編曲：財津和夫
9. 白いシャツの君
  - 作詞・作曲・編曲：財津和夫
10. 君の指
  - 作詞・作曲・編曲：財津和夫
11. サボテンの花〜ひとつ屋根の下より〜
  - 作詞・作曲・編曲：財津和夫
12. メルティング
  - 作詞・作曲・編曲：財津和夫
13. 「ストーヴ」
  - 作詞・作曲・編曲：財津和夫
14. ふたりだから
  - 作詞・作曲・編曲：財津和夫
15. GOAL
  - 作詞・作曲・編曲：財津和夫
16. さわぐ心
  - 作詞・作曲・編曲：財津和夫
17. 会いたい
  - 作詞：沢ちひろ　作曲：財津和夫　編曲：清水俊也
18. 心の旅
  - 作詞・作曲・編曲：財津和夫
19. 切手のないおくりもの
  - 作詞・作曲：財津和夫　編曲：青木望